# Trigonopteryx punctata
Trigonopteryx punctata is een rechtvleugelig insect uit de familie Trigonopterygidae. De wetenschappelijke naam van deze soort is voor het eerst geldig gepubliceerd in 1841 door Charpentier.